# دفاع لوژین
دفاع لوژین (به انگلیسی: The Defanse) با نام اصلی روسی Защита Лужина (با تلفظ زاشیتا لوژینا) رمانی از ولادیمیر ناباکوف است که اولین بار در سال ۱۹۳۰ انتشار یافت.

## موضوع
این رمان راجع به شخصیت خیالی لوژین (با نام کامل آلکساندر ایوانوویچ) استاد روس تبار شطرنج است که در چهارده فصل روایت می‌شود. بخش عمدهٔ داستان ماجراهای زندگی او در سی سالگی را روایت می‌کند و چند فصل ابتدایی نیز به کودکی او می‌پردازد.

## ترجمهٔ فارسی
این کتاب توسط رضا رضایی به فارسی برگردانده شد و در سال ۱۳۸۴ چاپ اول آن توسط نشر کارنامه منتشر شد.